# Леонид (Антощенко)
Епи́скоп Леони́д (в миру Лаврентий Евтихиевич Анто́щенко; 6 (18) августа 1872, деревня Малая Николаевка, Бахмутский уезд, Екатеринославская губерния — 7 января 1938, Йошкар-Ола) — епископ Русской православной церкви, епископ Марийский, викарий Горьковской епархии.
Причислен к лику святых Русской православной церкви в 2002 году.

## Биография
Родился 6 августа 1872 года в деревне Малая Николаевка (ныне Бахмутский район, Донецкая область, Украина) в крестьянской семье.
В возрасте 16 лет поступил в монастырь. Был пострижен в монашество в Троице-Сергиевой Лавре (по другим источникам — в Чудовом монастыре). По возведении в сан иеромонаха состоял казначеем Чудова монастыря Москвы. С 1908 года (по другим источникам — с 1910 года) — начальник подворья Пекинской миссии в Петербурге. Строитель храма в честь Рождества Христова на подворье миссии в С.-Петербурге (1911—1913), в котором служил до 1927 года. В 1913 году вышло постановление Святейшего Синода о награждении иеромонаха Леонида наперсным крестом, в 1919 году возведён в сан архимандрита. Во время Первой мировой войны ему было поручено построить церковь в городе Харбине, но в результате революции строительство прекратилось.
В 1922 году был на месяц арестован чекистами. До лета 1927 года проживал в Ленинграде.
С 26 июня 1927 года — епископ Переславский, викарий Владимирской епархии.
1 февраля 1930 года был арестован, осуждён коллегией ОГПУ на пять лет лишения свободы и отправлен в Пинюгские лагеря в Кировской области. Работал на строительстве земляного полотна для железной дороги между Пинюгом и Сыктывкаром. Современники вспоминали, что строительство шло вручную, только с помощью лопат, землю возили в тачках. Заключенные даже при сильнейших морозах работали легко одетыми. Духовно окормлял христиан, находящихся в лагере, — исповедовал, причащал Святыми Дарами, присылаемыми из Москвы архиепископом Варфоломеем (Ремовым). Совершил в лагере монашеский постриг будущего архимандрита Сергия (Савельева).
С сентября 1932 года — епископ Александровский, викарий Владимирской епархии.
Однако уже 3 апреля 1932 года был арестован и выслан в Балахну. В 1933 году выслан — в Сенгилей, близ Ульяновска.
10 декабря 1934 года освобождён из ссылки.
17 января 1935 года назначен епископом Кунгурским, викарием Пермской епархии, затем — на Свердловскую кафедру. Не был допущен властями на эти кафедры.
С марта 1937 года — епископ Марийский. По воспоминаниям архимандрита Сергия (Савельева), уезжая к месту назначения, «уже из вагона епископ Леонид благословил провожающих и тут же пророчески указал на себя в грудь и в землю». Жил при церкви Рождества Пресвятой Богородицы в с. Семёновка, близ Йошкар-Олы.

## Последний арест и расстрел
Был арестован 21 декабря 1937 года. Содержался в йошкар-олинской тюрьме, был обвинён в контрреволюционной деятельности и создании «церковно-фашистской организации». Виновным он себя ни в чём не признал. 29 декабря 1937 года тройка НКВД приговорила владыку Леонида к расстрелу. Приговор был приведён в исполнение 7 января 1938 года.

## Канонизация
Постановлением Священного Синода от 17 июля 2002 года имя епископа Леонида было включено в Собор Новомучеников и Исповедников Российских XX века.

## Память
В 2008 году на площади Оболенского-Ноготкова города Йошкар-Олы установлен памятник святителю Леониду, освящённый 1 июля 2008 года.
В честь священномученика Леонида, епископа Марийского на территории СИЗО-1 УФСИН России по РМЭ в г. Йошкар-Оле 5 июня 2014 года освящён новый тюремный храм.